# Downbeat
Med den musikaliska termen downbeat förstås att rytmen vanligen markeras på det första taktslaget (1:an), vilket är vanligt inom genrer som funk, pop, och rock. Ibland beskrivet, som mer "på".